# Верлинский, Борис Маркович
Борис Маркович Верлинский (8 января 1888 год, Бахмут — 30 октября 1950 года, Москва) — советский шахматист, первый гроссмейстер СССР с 1929 года, международный мастер (присвоено посмертно в 1950 году за особые заслуги в шахматах). Чемпион СССР (1929). Чемпион Москвы (1928).

## Биография
Борис (Берл) Верлинский родился 27 декабря 1887 года по старому или 8 января 1888 года по новому стилю в городе Бахмут. Ещё в детстве он вместе с родителями переехал в Одессу, а затем, после революции, уехал в Москву и до самой смерти прожил на Малой Молчановке.
После перенесённого в детстве заболевания Верлинский частично оглох и общался преимущественно жестами. Говорить он мог, но невнятно, а реплики собеседников читал по губам. Несмотря на глухоту, Верлинский не замыкался, старался посещать музеи, любил оперу.

## Шахматная карьера

### До революции
Заниматься шахматами Верлинский начал с 13 лет, в 15 пришёл в Одесский шахматный клуб, находившийся на ул. Ришельевской, а в 21 год, в 1909 году, стал представителем Одессы на Всероссийском турнире любителей, проводившийся в Санкт-Петербурге в рамках Международного шахматного конгресса в память М. И. Чигорина. Победителем этого турнира стал Александр Алехин, а сам Верлинский разделил десятое-одиннадцатое места из семнадцати.
Верлинский стал победителем первого Южнорусского турнира в Одессе (1910 год), оставив позади представителя Киева Ефима Боголюбова, затем на Всероссийском турнире любителей 1911 года разделил 6-8 место (победитель — Степан Левитский). В 1912 году он занял первое место в Одесском чемпионате и на следующий год взял третье место на Всероссийском турнире любителей в Санкт-Петербурге (победитель — Александр Эвенсон).

### После революции
1923 год, турнир городов — 2-е место (победитель — Александр Сергеев).
1924 год:
3-й всесоюзный турнир-чемпионат (Москва) — 10-11 место (победитель — Ефим Боголюбов);
5-й чемпионат Москвы — 2-е место (победитель — Николай Григорьев).
1925 год:
4-й чемпионат СССР — 4-е место (победитель — Е. Боголюбов);
1-й московский международный турнир — разделил 12-14 места с Рудольфом Шпильманом (Австрия) и Акибой Рубинштейном (Польша) (победитель — Е. Боголюбов). В ходе турнира 21 ноября 1925 года одержал победу над чемпионом мира Х. Р. Капабланкой и эта победа ввела его в число членов символического клуба Михаила Чигорина.
6-й чемпионат Москвы — разделил 2-3 места с Бениамином Блюменфельдом (победитель — А. Сергеев).
1926 год:
7-й чемпионат Москвы — разделил 8-9 места с Карлом Вильгельмом Розенкранцем (победитель — Абрам Рабинович);
3-й чемпионат Украинской ССР (Одесса) — разделил 1-2 места с Михалом Марским.
1928 год, 9-й чемпионат Москвы — победитель.
1929 год, 6-й чемпионат Украинской ССР (Одесса) — победитель.
1929 год, 6-й чемпионат СССР — победитель.
1930 год, национальный турнир (Москва) — 7 место (победитель — А. Рабинович).
1931 год, 7-й чемпионат СССР — разделил 3-6 места с Владимиром Алаторцевым, Михаилом Юдовичем и Фёдором Богатырчуком (победитель — Михаил Ботвинник).
1933 год:
национальный турнир (Москва) — 2-е место (победитель — Ф. Богатырчук);
8-й чемпионат СССР — разделил 12-13 места с М. Юдовичем (победитель — М. Ботвинник);
6-й чемпионат Белорусской ССР — участвовал вне соревнования (победитель — Абрам Маневич)
1934 год:
14-й чемпионат Москвы — 12-е место (победитель — Николай Рюмин);
национальный турнир (Москва) — разделил 7-8 места с Абрамом Поляком (победитель — Василий Панов);
4-й чемпионат Узбекской ССР (Ташкент) — 4-е место (победитель — В. Панов).
1937 год, 17-й чемпионат Москвы — разделил 10-11 места с Александром Чистяковым (победитель — В. Алаторцев).
1939 год, 19-й чемпионат Москвы — 8-е место (победитель — Андрэ Лилиенталь).
1941 год:
национальный турнир (Москва) — 2-е место (победитель — А. Лилиенталь);
20-й чемпионат Москвы — 10-е место (победитель — Александр Котов).
1945 год, чемпионат Москвы — разделил 15-16 места с И. Арамановичем (победитель — Василий Смыслов).

## Лучшие результаты
- чемпион Москвы 1928 года;
- чемпион СССР 1929 года, 1931 — 3—6-е места, 1925 — 4-е место.

Участник Московского международного турнира 1925 года — 12—14-е места, выиграл у X. Р. Капабланки, А. Рубинштейна, Р. Шпильмана, Ф. Земиша и других.